# گروسهابرسدورف
گروسهابرسدورف (به آلمانی: Großhabersdorf) یک شهر در آلمان است که در فورت واقع شده‌است. گروسهابرسدورف ۴٬۲۶۱ نفر جمعیت دارد.

## خواهرخوانده
شهرهای ایکسه-سو-ویین و Gmina Święciechowa خواهرخوانده‌های گروسهابرسدورف هستند.